# Elizabeth Vargas
Elizabeth Vargas (6 de septiembre de 1962 en una base militar estadounidense en Japón) es la primera mujer de origen puertorriqueño que presenta el programa de noticias 20/20.

## Biografía
Es hija de padre puertorriqueño y madre norteamericana de origen irlandés. Su padre era capitán en el ejército estadounidense estacionado en Japón, donde Vargas nació.
Está casada con el cantante y compositor Marc Cohn al que conoció en el Open de Estados Unidos de 1999. Les presentó el tenista Andre Agassi. La pareja tuvo dos hijos.

## Carrera
Se graduó con un licenciatura en periodismo por la Universidad de Misuri en Columbia. Allí empezó su carrera como reportera y presentadora para la cadena de televisión KOMU-TV.
Estuvo cuatro años como reportera y presentadora para la cadena "WBBM-TV", afiliada a CBS en Chicago. Entre 1986 y 1989 fue reportera para la cadena KTVK-TV, afiliada a ABC.
- Datos: Q4261587
- Multimedia: Elizabeth Vargas / Q4261587